# オートターゲット
オートターゲット（Auto Target）とは主にコンピュータゲームにおいて使われる言葉である。主な意味は2種類ある。

## 攻撃対象の自動変更
ターン制のRPGでは、ターン開始時に全員分のコマンドを入力した後に行動シーンに入る。しかしターン開始時に指定したコマンドを予定通り実行できない場合がある。例えば、ターン開始時に味方Aと味方Bが共に敵Cを攻撃するように指定していて、行動順序は味方Aが味方Bより先になったとする。もし味方Aが敵Cを攻撃して倒してしまうと、同じく敵Cを攻撃する予定だった味方Bは攻撃対象を失ってしまう。このときオートターゲット機能のあるゲームなら味方Bの攻撃対象を自動的に別の敵に変更してくれる。現在のRPGでは当たり前のように存在する機能であるが、昔のゲームではこの機能が存在しないものも少なくない。

## 操作の委任
全く異なる意味合いでこの言葉が使われることもある。攻撃対象をいちいち指定しなければならない煩わしさを解消するため、見当違いな場所で攻撃を繰り出して空振りするのを防ぐため、操作を簡単にするためなどの理由で攻撃対象を自動で選択してくれる機能である。この意味合いの場合はRPGに限らず幅広いジャンルで使われる。ただし、逆の見方をすれば攻撃対象を自由に選べないということでもあるのでメリットばかりではない。作品によってはこの機能を解除したり、「一番近くにいる敵を攻撃する」「弱い敵を攻撃する」「全員同じ敵を攻撃する」などの大まかな条件を指定できる場合もある。